# Asuncion Island
Pour les articles homonymes, voir Assomption (homonymie) et Asunción (homonymie).
Asuncion Island, ou simplement Asuncion (parfois orthographié Ascuncion), est une île volcanique et la troisième île la plus au nord des îles Mariannes du Nord.
En raison de sa petite superficie et sa faible accessibilité, l'île n'est pas peuplée.

## Volcan
Le volcan, de type stratovolcan, n'est pas entré en éruption depuis 1906.
Cette dernière éruption, de type explosif, a engendré des coulées de lave sur les flancs Ouest et Sud-Est.